# Melanéz ásótyúk
A melanéz ásótyúk (Megapodius eremita) a madarak osztályának tyúkalakúak (Galliformes) rendjébe és az ásótyúkfélék (Megapodiidae) családjába tartozó faj.

## Rendszerezése
A fajt Gustav Hartlaub német ornitológus írta le 1867-ben.

## Előfordulása
Pápua Új-Guinea szigetein és a Salamon-szigetek területén honos. Természetes élőhelyei a szubtrópusi és trópusi mocsári erdők, síkvidéki és hegyi esőerdők, valamint homokos tengerpartok. állandó, nem vonuló faj.

## Megjelenése
Testhossza 39 centiméter, testtömege 400-925 gramm.

## Természetvédelmi helyzete
Az elterjedési területe nagyon nagy, egyedszáma ugyan csökken, de még nem éri el a kritikus szintet. A Természetvédelmi Világszövetség Vörös listáján nem fenyegetett fajként szerepel.